# Соколенко Ольга Олександрівна
Ольга Олександрівна Соколенко (при народженні — Сєрова) (нар. 10 вересня 1985, Донецьк, УРСР) — українська футболістка, півзахисниця.

## Життєпис
Народилася в Донецьку. З дитинства любила спорт – танцювала, плавала. Одного разу гуляла з подружками на футбольному полі. До них підійшли старші дівчата з футбольної команди, які запросили їх на перегляд до свого клубу. Так у п’ятому класі Ольга Соколенко почала тренуватися в молодіжній команді «Донеччанки». Згодом створили спортивний клас із хлопчиків й дівчаток 1985 року народження, де всі займалися футболом. 
Коли гравчині було 15 років у неї виникли розбіжності з тренером «Донеччанки», і вона задумалася про те, щоб покинути футбол. В цей час їй надійшло запрошення з «Легенди», де тренером був Сергій Умен, який одночасно працював і в молодіжній збірній. Він переконав півзахисницю не кидати футбол і так вона 2002 року опинилася у Чернігові. 
Разом з чернігівською командою здобувала титули чемпіонки України та володарки кубку України. Починаючи з весняної частини сезону 2008/09 років захищала кольори польського клубу «Унія» (Ратибор), разом з яким три рази вигравала чемпіонат Польщі та одного разу кубок країни. 2013 року повернулася до України, де провела один сезон у чернігівській «Легенді».
З 2010 року дружина українського футболіста Валерія Соколенка.

## Досягнення
«Легенда-ШВСМ»
- Вища ліга
  -  Чемпіонка (2): 2002, 2005
  -  Срібна призерка (4): 2003, 2004, 2006, 2008

- Кубок
  -  Володарка (3): 2002, 2005, 2009
  -  Фіналістка (4): 2003, 2004, 2006, 2007

 «Унія»
- Екстракласа
  -  Чемпіонка (3): 2010/11, 2011/12, 2012/13